# Resolutie 2364 Veiligheidsraad Verenigde Naties
Resolutie 2364 van de Veiligheidsraad van de Verenigde Naties werd unaniem aangenomen door de VN-Veiligheidsraad op 29 juni 2017. De resolutie verlengde de MINUSMA-vredesmacht in Mali opnieuw met een jaar.

## Standpunten
De Franse vertegenwoordiger was tevreden dat constructieve onderhandelingen hadden geleid tot de unanieme goedkeuring van deze resolutie. De Veiligheidsraad gaf er daarmee blijk van volledig achter Mali te staan. De samenwerking tussen MINUSMA, de troepen van de G5 Sahel en de Franse troepen werd ook versterkt. Het was nu aan het Secretariaat en de landen die manschappen bijdroegen om MINUSMA afdoende middelen te verschaffen om het mandaat uit te voeren.
De Uruguayaanse vertegenwoordiger zei dat recent verschillende vredesoperaties systematische tekortkomingen vertoonden. Landen hanteerden niet-bekendgemaakte nationale reserveringen bij de inzet van hun manschappen, soms ontbrak de bevelstructuur, werden bevelen niet opgevolgd, weigerde men burgers te beschermen of ontbrak noodzakelijk materieel. Men had overeenstemming bereikt inzake consistentie in de mandaten van vredesoperaties, maar daar was niets over terug te vinden in deze resolutie.
Mali bedankte de Veiligheidsraad voor het verlengen van de vredesmacht. Men was wel kritisch over de financiering ervan. Ook moesten de nodige middelen worden voorzien om het Malinese leger te versterken en hervormen, en om voormalige strijders te demobiliseren. De vertegenwoordiger van het land zei dat zijn regering de intentie had het vredesakkoord uit te voeren.

## Achtergrond
Sedert de jaren 1990 hadden de Toearegs in het noorden van Mali hun eigen bestuurlijke zone. Zij probeerden al langer hun regio Azawad los te maken van Mali, maar enkele gevechten in 2006 leidden tot een akkoord met de regering. Na de Libische burgeroorlog in 2011 keerden velen van hen die voor Qadhafi hadden gevochten zwaar bewapend terug naar Mali. Ze begonnen er een veroveringstocht om er gewapenderhand het noorden van het land in te nemen. De regering en het leger konden hen niet de baas en na maanden van ontevredenheid over leiding en uitrusting pleegden soldaten een staatsgreep, waarbij ook president Touré werd verjaagd. Zij richtten een comité voor het herstel van de democratie op, maar droegen de macht over aan een overgangsregime onder leiding van de parlementsvoorzitter na onderhandelingen met de ECOWAS.
In januari 2013 zetten islamitische rebellen opnieuw een offensief naar het zuiden in. Franse grondtroepen ondersteund door troepen uit verschillende Afrikaanse landen zetten een tegenoffensief in en dreven hen terug naar het noorden. In april 2013 werd door middel van resolutie 2100 besloten om een VN-vredesmacht naar het land te zenden.
In juni 2015 werd onder internationale druk een vredesakkoord getekend tussen de regering en twee rebellenallianties, maar dit bleef grotendeels dode letter. Gedurende de jaren daarop verspreidden extremistische militanten zich over de andere landen in de Sahel. In 2017 werd daarom de regionale G5 Sahel-antiterreurmacht opgericht om ze te bestrijden.

## Inhoud

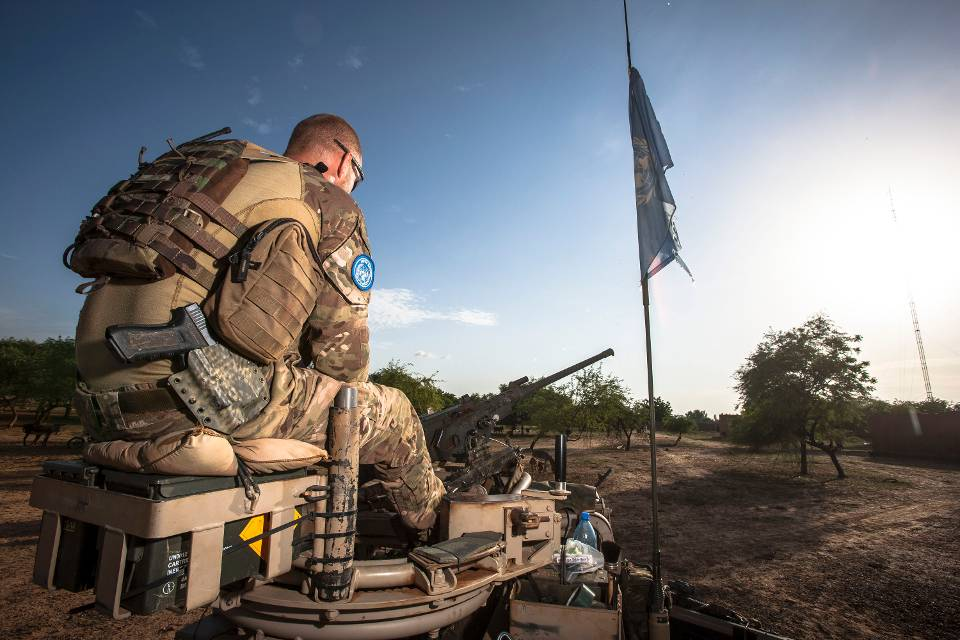
Een Nederlandse blauwhelm in Mali in september 2014.

In maart 2017 was een nationale conferentie gehouden, en in het noorden was een tijdelijk bestuur opgezet. Andere punten uit het vredesakkoord uit 2015 bleven vertraging oplopen. De regering en de rebellenallianties Plateforme d'Alger en Coordination des mouvements de l’Azawad moesten werk maken van de concrete activiteiten van het tijdelijke bestuur in het noorden, het hervormen van leger en politie, ontwapening, demobilisatie en herintegratie van strijders, het herzien van de grondwet, het aanpakken van de straffeloosheid inzake mensenrechtenschendingen door zowel het leger als de gewapende groeperingen en verzoening.
In 2017 en 2018 zouden op alle bestuursniveaus verkiezingen worden gehouden. Deze moesten eerlijk en vrij verlopen. Ook moest de wet uit december 2015 die een quotum van dertig procent vrouwen in de nationale instellingen oplegt toegepast worden.
Intussen was de situatie in Mali explosief, gezien allerhande terreurgroepen hun territorium uitbreidden naar het centrale en zuidelijke deel van het land, alsook naar de buurlanden. Onder deze terreurgroepen waren de Beweging voor Eenheid en Jihad in West-Afrika (MUJAO), Al Qaida in de Islamitische Maghreb (AQIM), Al-Mourabitoun, Ansar Dine, de Groep voor de Ondersteuning van Islam en Moslims (Jamaat Nosrat al-Islam wal-Mouslimin), Islamitische Staat in de Sahara en Ansaroul Islam.
Het was de Franse troepenmacht die, op vraag van de Malinese overheid, de terreurgroepen bestreed. Vijf landen uit de regio, de "G5 Sahel", hadden een gezamenlijke troepenmacht opgericht voor grensoperaties. De Sahel- en Saharalanden hadden ook beslist om een antiterrorismecentrum op te richten met hoofdzetel in Caïro. De vredesmacht van de VN zelf ontbeerde nog steeds de nodige capaciteiten en logistiek om haar mandaat naar behoren uit te voeren. Eind mei hadden een aantal landen de ontbrekende troepen en middelen beloofd. Het mandaat ervan werd verlengd tot 30 juni 2018.
De hoofdtaak van de missie bleef het helpen van Mali met de uitvoering van het vredesakkoord. Tot de overige opdrachten behoorden ook het beschermen van de bevolking tegen onder meer asymmetrische aanvallen – door terreurgroepen, en het Malinese leger helpen ontplooien in het centrum en noorden van hun land, en operationeel en logistiek ondersteunen. Men wilde ook de snelle reactiemacht van de terug te trekken UNOCI-vredesmacht uit Ivoorkust zo snel mogelijk laten overkomen naar Mali. De Franse troepen in Mali kregen opnieuw toestemming om tussen te komen als een element van de vredesmacht bedreigd werd en daarom vroeg.
Tezelfdertijd had Mali met een voedsel- en humanitaire crisis te kampen, die nog verergerd werd door de aanwezigheid van gewapende groeperingen, terroristen en misdaadnetwerken.
Lijst ·  2337 ·  2338 ·  2339 ·  2340 ·  2341 ·  2342 ·  2343 ·  2344 ·  2345 ·  2346 ·  2347 ·  2348 ·  2349 ·  2350 ·  2351 ·  2352 ·  2353 ·  2354 ·  2355 ·  2356 ·  2357 ·  2358 ·  2359 ·  2360 ·  2361 ·  2362 ·  2363 ·  2364 ·  2365 ·  2366 ·  2367 ·  2368 ·  2369 ·  2370 ·  2371 ·  2372 ·  2373 ·  2374 ·  2375 ·  2376 ·  2377 ·  2378 ·  2379 ·  2380 ·  2381 ·  2382 ·  2383 ·  2384 ·  2385 ·  2386 ·  2387 ·  2388 ·  2389 ·  2390 ·  2391 ·  2392 ·  2393 ·  2394 ·  2395 ·  2396 ·  2397